# فابيو بيساكاني
فابيو بيساكاني (بالإيطالية: Fabio Pisacane)‏ (28 يناير 1986 بنابولي في إيطاليا - ) هو لاعب كرة قدم إيطالي في مركز الدفاع. لعب مع نادي أفيلينو ونادي أنكونا ونادي ترنانا ونادي جنوى ونادي رافينا ونادي كالياري ونادي كريمونيسي وItaly national football C team ‏ ونادي لوميتساني ولانشانو كالتشيو 1920 ‏.

## روابط خارجية
- فابيو بيساكاني على موقع قاعدة بيانات كرة القدم.إي يو (الإنجليزية)
- فابيو بيساكاني على موقع Soccerway.com (الإنجليزية)
- فابيو بيساكاني على موقع AS.com (الإسبانية)